# 울라 편년사

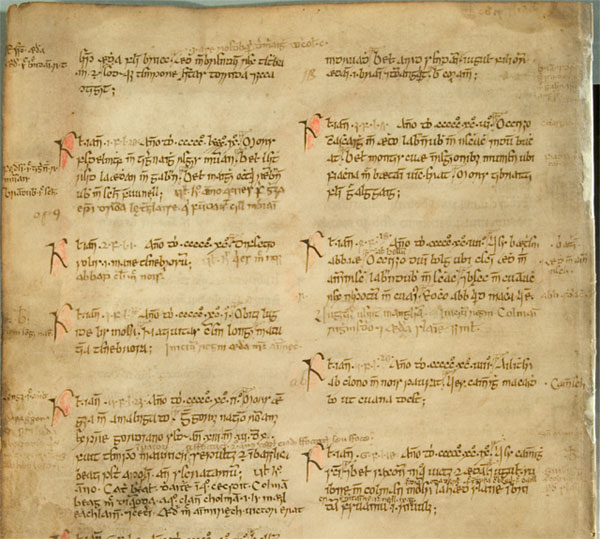

《울라 편년사》(아일랜드어: Annála Uladh 아날라 울라)는 중세 아일랜드의 연대기이다. 기원후 431년에서 기원후 1540년까지를 다루고 있다. 기원후 431년부터 기원후 1489년까지는 15세기 후반에 필경사 루어드리 오 리닌이 카할 오그 막 마그누사의 후원을 받아 썼다고 하고, 그 뒤 부분은 여러 사람들이 내용을 추가했다고 한다. 기본적으로 아일랜드어로 쓰여졌고 몇몇 항목은 라틴어로 쓰여졌다. 당대 자료들을 그대로 베껴쓴 것이기에 역사적 가치는 물론 아일랜드어의 진화 과정을 연구하기 위한 언어학적 가치도 크다.
한 세기 뒤에 쓰인 《에린 왕국 편년사》의 중요 사료로 사용되었다.